# 何光远
何光远（1930年2月—），河北安新人，中华人民共和国机械工业部部长。研究员级高级工程师。

## 生平
1945年7月，加入中国共产党并参加革命工作，在冀中军区第9中学、冀中军区军政干校学习。1947年毕业后分配到冀中军区兵工管理处（处长兼政委郭力）政治处技术书记。1948年被选调入晋察冀边区工业专科学校（1948年8月并入華北大學工学院）机械系学习。1951年被中央人民政府重工业部选调40人赴苏留学，在苏联伊戈尔·西科尔斯基基辅理工学院（原名基辅工学院）机械系金属压力加工专业学习。
1956年毕业回国分配到洛阳第一拖拉机厂，先在第一汽车制造厂见习，被第一副厂长兼总工程师郭力留下，历任长春第一汽车制造厂锻工车间（后为分厂）技术科技术员、工艺师、副科长、科长，锻造分厂副厂长、厂长。1966年，文化大革命期间被下放劳动，1972年任第一汽车制造厂革委会副主任兼铸造分厂革委会主任、分厂党委副书记。1977年，任长春拖拉机制造厂厂长、长春市副市长。
1980年，任农业机械部副部长、机械工业部副部长、机械电子工业部副部长、部长，机械工业部部长，第八、九届全国政协常委。